# Seznam svatořečení a blahořečení papežem Janem Pavlem II.

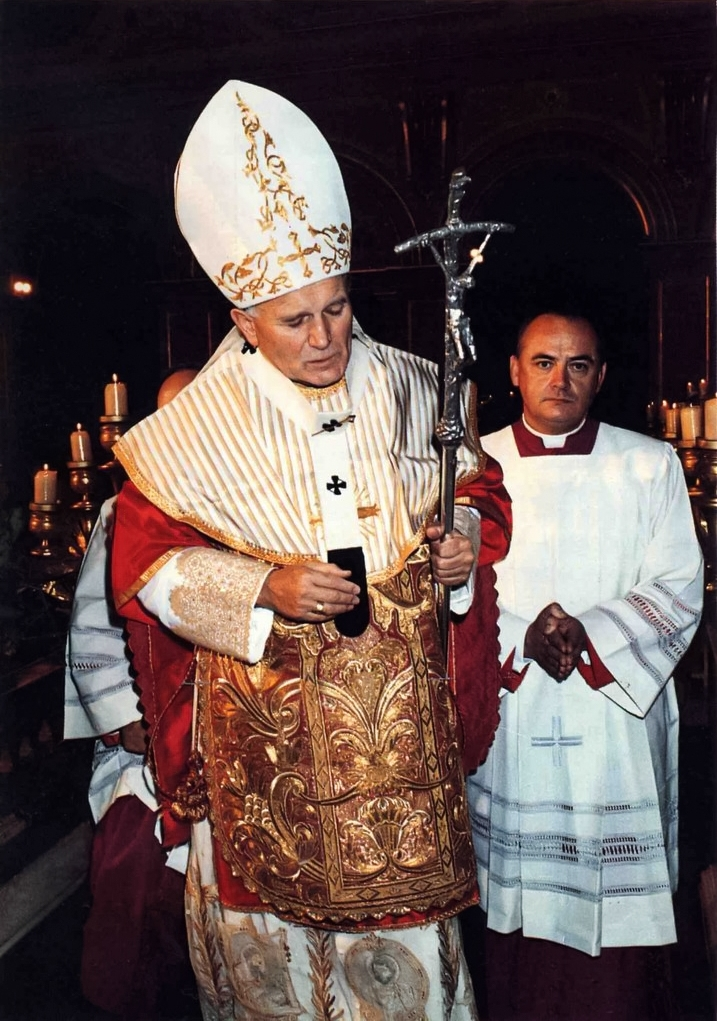
Papež Jan Pavel II. (1984)

Toto je seznam svatořečených a blahořečených osobností a také osob prohlášených za ctihodné papežem Janem Pavlem II.

## 1978

### Prohlášení za ctihodné
1. August Czartoryski – 1. 12.
2. Josefína Bakhita – 1. 12.
3. Léonie Aviat – 1. 12.

## 1979

### Prohlášení za ctihodné
1. Charles Houben – 10. 5.
2. Viktrizius Weiß – 10. 5.
3. Jeanne Jugan – 13. 7.
4. Marie-Rose Durocher – 13. 7.

### Blahořečení
1. Margareta Ebner – 24. 2. – Svatopetrské náměstí (Vatikán) – Ekvivalentní
2. Francisco Coll y Guitart– 29. 4. – bazilika svatého Petra (Vatikán)
3. Jacques-Désiré Laval – 29. 4. – bazilika svatého Petra (Vatikán)
4. Enrique de Ossó y Cervelló – 14. 10. – bazilika svatého Petra (Vatikán)

## 1980

### Prohlášení za ctihodné
1. Brigitte Morello – 29. 4.
2. Joseph-Amand Passerat – 29. 4.
3. Françoise Siedliska – 29. 4.
4. Domingo Iturrate Zubero – 11. 10.
5. Rafał Kalinowski – 11. 10.

### Blahořečení
1. Kateri Tekakwitha – 22. 6. – bazilika svatého Petra (Vatikán)
2. François de Montmorency-Laval – 22. 6. – bazilika svatého Petra (Vatikán)
3. José de Anchieta – 22. 6. – bazilika svatého Petra (Vatikán)
4. Marie od Vtělení Guyart – 22. 6. – bazilika svatého Petra (Vatikán)
5. Pedro de Betancur – 22. 6. – bazilika svatého Petra (Vatikán)
6. Bartolo Longo – 26. 10. – Svatopetrské náměstí (Vatikán)
7. Luigi Orione – 26. 10. – Svatopetrské náměstí (Vatikán)
8. Maria Anna Sala – 26. 10. – Svatopetrské náměstí (Vatikán)
9. Giovanni Saziari – 9. 12. – bazilika svatého Petra (Vatikán) – Ekvivalentní

## 1981

### Prohlášení za ctihodné
1. Marie-Léonie Paradis – 31. 1.
2. Pedro Urraca – 31. 1.
3. María Catalina Irigoyen Echegaray – 30. 3.
4. Maria Gabriella Sagheddu – 4. 5.
5. Galileo Nicolini – 27. 11.
6. Louis Balbiano – 27. 11.
7. Mariam Baouardy – 27. 11.
8. Mercedes de Jesús Molina – 27. 11.
9. Rafael Guízar y Valencia – 27. 11.

### Blahořečení
1. Vavřinec Ruiz, Domingo Ibáñez de Erquicia, Jakub Kyusei Gorōbyōe Tomonaga a 13 společníků – 18. 2. – Manila (Filipíny)
2. Alain de Solminihac – 4. 10. – Svatopetrské náměstí (Vatikán)
3. Maria Repetto – 4. 10. – Svatopetrské náměstí (Vatikán)
4. Riccardo Pampuri – 4. 10. – Svatopetrské náměstí (Vatikán)
5. Claudine Thévenet – 4. 10. – Svatopetrské náměstí (Vatikán)
6. Luigi Scrosoppi – 4. 10. – Svatopetrské náměstí (Vatikán)

## 1982

### Prohlášení za ctihodné
1. Celina Borzęcka – 11. 2.
2. Francisco Garate – 11. 2.
3. Guido Maria Conforti – 11. 2.
4. Marie Klotilda Francouzská – 11. 2.
5. Rafqa Pietra Choboq Ar-Rayès – 11. 2.
6. Angela Truszkowska – 2. 4.
7. Gesualdo Melacrino – 2. 4.
8. Jacques Cusmano – 2. 4.
9. Benoît Menni – 11. 5.
10. Jerzy Matulewicz – 11.5.
11. Alžběta od Nejsvětější Trojice – 12. 7.
12. Isidore De Loor – 12. 7.
13. Joseph Manyanet y Vives – 12. 7.
14. Costanza Troiani – 12. 7.
15. Thérèse Valsé Pantellini – 12. 7.
16. Hedwige Borzęcka – 17. 12.
17. Maria Crocifissa Costantini – 17. 12.

### Blahořečení
1. André Bessette – 23. 5. – Svatopetrské náměstí (Vatikán)
2. María Ángela Astorch – 23. 5. – Svatopetrské náměstí (Vatikán)
3. Anne-Marie Rivier – 23. 5. – Svatopetrské náměstí (Vatikán)
4. Marie-Rose Durocher – 23. 5. – Svatopetrské náměstí (Vatikán)
5. Peerke Donders – 23. 5. – Svatopetrské náměstí (Vatikán)
6. Fra Angelico – 3. 10. – Svatopetrské náměstí (Vatikán)
7. Jeanne Jugan – 3. 10. – Svatopetrské náměstí (Vatikán)
8. Salvatore Lilli a 7 společníků – 3. 10. – Svatopetrské náměstí (Vatikán)
9. Ángela od Kříže – 5. 11. – Sevilla (Španělsko)

### Svatořečení
1. Kryšpín z Viterba – 20. 6. – bazilika svatého Petra (Vatikán)
2. Maxmilián Kolbe – 10. 10. – Svatopetrské náměstí (Vatikán)
3. Marguerite Bourgeoys – 31. 10. – Svatopetrské náměstí (Vatikán)
4. Jeanne Delanoue – 31. 10. – Svatopetrské náměstí (Vatikán)

## 1983

### Prohlášení za ctihodné
1. Daniel Brottier – 13. 1.
2. Caroline Gerhardinger – 13. 1.
3. Pauline von Mallinckrodt – 13. 1.
4. Léon Papin Dupont – 21. 3.
5. Nicolas Barré – 21. 3.
6. Pio Campidelli – 21. 3.
7. Etienne Pernet – 14. 5.
8. Hyacinthe-Marie Cormier – 14. 5.
9. Rupert Mayer – 14. 5.
10. Urszula Ledóchowska – 14. 5.
11. Victoire Rasoamanarivo – 14. 5.
12. Domenico Mazzarella – 9. 6.
13. Eugénie Joubert – 9. 6.
14. Jean Bruni – 9. 6.
15. Teresita González Quevedo – 9. 6.
16. Blandine Merten – 9. 7.
17. Dorothée Chopitea Villota Serra – 9. 7.
18. Aimée-Adèle Le Bouteiller – 24. 9.
19. Marcelo Spínola y Maestre – 24. 9.
20. Peter Friedhofen – 24. 9.

### Blahořečení
1. Maria Gabriella Sagheddu – 25. 1. – bazilika svatého Petra (Vatikán)
2. Luigi Versiglia – 15. 5. – Svatopetrské náměstí (Vatikán)
3. Callisto Caravario – 15. 5. – Svatopetrské náměstí (Vatikán)
4. Urszula Ledóchowska – 20. 6. – Poznaň (Polsko)
5. Rafał Kalinowski – 22. 6. – Krakov (Polsko)
6. Adam Chmielowski – 22. 6. – Krakov (Polsko)
7. Domingo Iturrate Zubero – 30. 10. – Svatopetrské náměstí (Vatikán)
8. Giacomo Cusmano – 30. 10. – Svatopetrské náměstí (Vatikán)
9. Jeremiáš z Valachie – 30. 10. – Svatopetrské náměstí (Vatikán)
10. Mariam Baouardy – 13. 11. – bazilika svatého Petra (Vatikán)

### Svatořečení
1. Leopold Mandić – 16. 10. – bazilika svatého Petra (Vatikán)

## 1984

### Prohlášení za ctihodné
1. José Maria Rubio – 12. 1.
2. Niels Stensen – 12. 1.
3. Giuseppe Nascimbeni – 17. 2.
4. Polycarpe Gondre – 17. 2.
5. Kuriakose Elias Chavara – 7. 4.
6. María del Carmen González Ramos – 7. 4.
7. Virginia Centurione Bracelli – 7. 4.
8. Marie-Catherine de Saint-Augustin – 9. 6.
9. Jean-Bernard Rousseau – 9. 6.
10. Marie-Joseph Cassant – 9. 6.
11. Alphonsa Muttathupadathu – 9. 11.
12. Ulrika Nisch – 14. 12.

### Blahořečení
1. Giovanni Battista Mazzucconi – 19. 2. – bazilika svatého Petra (Vatikán)
2. Guillaume Repin a společníci – 19. 2. – bazilika svatého Petra (Vatikán)
3. Marie-Léonie Paradis – 11. 9. – Montréal (Kanada)
4. Clemente Marchisio – 30. 9. – Svatopetrské náměstí (Vatikán)
5. Federico Albert – 30. 9. – Svatopetrské náměstí (Vatikán)
6. Isidore De Loor – 30. 9. – Svatopetrské náměstí (Vatikán)
7. Rafaela Ybarra de Vilallonga – 30. 9. – Svatopetrské náměstí (Vatikán)
8. Daniel Brottier – 25. 11. – bazilika svatého Petra (Vatikán)
9. Alžběta od Nejsvětější Trojice – 25. 11. – bazilika svatého Petra (Vatikán)
10. José Manyanet y Vives – 25. 11. – bazilika svatého Petra (Vatikán)

### Svatořečení
1. Paola Frassinetti – 11. 3. – bazilika svatého Petra (Vatikán)
2. Ondřej Kim Tegon, Pavel Čong Ha-sang a 101 společníků– 6. 5. – Soul (Jižní Korea)
3. Miguel Febres Cordero – 21. 10. – bazilika svatého Petra (Vatikán)

## 1985

### Prohlášení za ctihodné
1. Eustochia Smeralda Calafato – 21. 3.
2. Franciscana Cirer Carbonell – 21. 3.
3. Frederic Jansoone – 21. 3.
4. Pierre-François Jamet – 21. 3.
5. Junípero Serra – 9. 5.
6. Giuseppe Timoteo Giaccardo – 9. 5.
7. Benedetta Cambiagio Frassinello – 6. 7.
8. Miguel Mañara – 6. 7.
9. Teresa Grillo Michel – 6. 7.
10. Pius IX. – 6. 7.
11. Antonio Angelo Cavanis – 16. 11.
12. Marcantonio Cavanis – 16. 11.
13. Giuseppe Bedetti – 16. 11.
14. Savina Petrilli – 16. 11.

### Blahořečení
1. Mercedes de Jesús Molina – 1. 2. – Guayaquil (Ekvádor)
2. Ana Monteagudo Ponce de León – 2. 2. – Arequipa (Peru)
3. Pauline von Mallinckrodt – 14. 4. – Svatopetrské náměstí (Vatikán)
4. Maria Caterina Troiani – 14. 4. – Svatopetrské náměstí (Vatikán)
5. Benedetto Menni – 23. 6. – Svatopetrské náměstí (Vatikán)
6. Peter Friedhofen – 23. 6. – Svatopetrské náměstí (Vatikán)
7. Marie-Clémentine Anuarite Nengapeta – 15. 8. – Kinshasa (Demokratická republika Kongo)
8. Virginia Centurione Bracelli – 22. 9. – Svatopetrské náměstí (Vatikán)
9. Diego Luis de San Vitores – 6. 10. – Svatopetrské náměstí (Vatikán)
10. Francisco Gárate Aranguren – 6. 10. – Svatopetrské náměstí (Vatikán)
11. José María Rubio y Peralta – 6. 10. – Svatopetrské náměstí (Vatikán)
12. Titus Brandsma – 3. 11. – bazilika svatého Petra (Vatikán)
13. Rafqa Pietra Choboq Ar-Rayès – 16. 11. – bazilika svatého Petra (Vatikán)
14. Karolina Gerhardinger – 17. 11. – Svatopetrské náměstí (Vatikán)
15. Pio Campidelli – 17. 11. – Svatopetrské náměstí (Vatikán)

## 1986

### Prohlášení za ctihodné
1. Giovanni Calabria – 16. 1.
2. José Gregorio Hernández – 16. 1.
3. Kaspar Stangassinger – 16. 1.
4. Marie-Louise-Élisabeth de Lamoignon – 16. 1.
5. Alberto Marvelli – 22. 3.
6. Alberta Giménez – 22. 3.
7. Edoardo Giuseppe Rosaz – 22. 3.
8. Giovanni Battista Piamarta – 22. 3.
9. Teresa de Los Andes – 22. 3.
10. Adèle de Batz de Trenquelléon – 5. 6.
11. Arnould Rèche – 5. 6.
12. Laura Vicuña – 5. 6.
13. Maria Margherita Caiani – 5. 6.
14. Edward Poppe – 30. 6.
15. Pietro Bonilli – 30. 6.
16. Agnelo de Souza – 10. 11.
17. Francisco Palau y Quer – 10. 11.

### Blahořečení
1. Kuriakose Elias Chavara – 8. 2. – Kottayam (Indie)
2. Alphonsa Muttathupadathu – 8. 2. – Kottayam (Indie)
3. Antoine Chevrier – 4. 10. – Lyon (Francie)
4. Teresa Maria Manetti – 19. 10. – Florencie (Itálie)

### Svatořečení
1. Francesco Antonio Fasani – 13. 4. – bazilika svatého Petra (Vatikán)
2. Giuseppe Maria Tomasi – 12. 10. – bazilika svatého Petra (Vatikán)

## 1987

### Prohlášení za ctihodné
1. Francisco de Paula Tarín – 3. 1.
2. Maria Giuseppina Catanea – 3. 1.
3. Josefa Naval Girbés – 3. 1.
4. Filippo Rinaldi – 3. 1.
5. Victor Scheppers – 3. 1.
6. Giuseppe Baldo – 26. 1.
7. Katharine Drexel – 26. 1.
8. Giovanni Battista Scalabrini – 16. 3.
9. Honorat Koźmiński – 16. 3.
10. Margarita María López de Maturana Ortiz de Zárate – 16. 3.
11. Eleonora Ramirez di Montalvo – 8. 5.
12. Cecilia Eusepi – 1. 6.
13. Aniela Salawa – 23. 10.
14. Lucia Burlini – 23. 10.
15. Mariano Avellana – 23. 10.
16. Marie de Jésus Deluil-Martiny – 23. 10.
17. Narcisa de Jesús Martillo y Morán – 23. 10.
18. Nazju Falzon – 23. 10.
19. Pier Giorgio Frassati – 23. 10.
20. Pierre Bonhomme – 23. 10.
21. Tommaso z Olery – 23. 10.
22. Benvenuto Bambozzi – 11. 12.
23. Bernardo Maria Clausi – 11. 12.
24. Elia Fracasso od svatého Klementa – 11. 12.

### Blahořečení
1. Manuel Domingo y Sol – 29. 3. – Svatopetrské náměstí (Vatikán)
2. María Pilar Martínez García a 2 společnice – 29. 3. – Svatopetrské náměstí (Vatikán)
3. Marcelo Spínola y Maestre – 29. 3. – Svatopetrské náměstí (Vatikán)
4. Teresa de Los Andes – 3. 4. – O'Higgins Park, Santiago de Chile (Chile)
5. Edith Stein – 1. 5. – RheinEnergieStadion, Kolín nad Rýnem (Německo)
6. Rupert Mayer – 3. 5. – Olympiastadion, Mnichov (Německo)
7. Andrea Carlo Ferrari – 10. 5. – Svatopetrské náměstí (Vatikán)
8. Pierre-François Jamet – 10. 5. – Svatopetrské náměstí (Vatikán)
9. Louis-Zéphirin Moreau – 10. 5. – Svatopetrské náměstí (Vatikán)
10. Benedetta Cambiagio Frassinello – 10. 5. – Svatopetrské náměstí (Vatikán)
11. Karolina Kózka – 10. 6. – Tarnów (Polsko)
12. Michał Kozal – 14. 6. – Varševa (Polsko)
13. Jurgis Matulaitis-Matulevičius – 28. 6. – bazilika svatého Petra (Vatikán)
14. Marcel Callo – 4. 10. – Svatopetrské náměstí (Vatikán)
15. Antonia Mesina – 4. 10. – Svatopetrské náměstí (Vatikán)
16. Pierina Morosini – 4. 10. – Svatopetrské náměstí (Vatikán)
17. Blandine Merten – 1. 11. – Svatopetrské náměstí (Vatikán)
18. Ulrika Nisch – 1. 11. – Svatopetrské náměstí (Vatikán)
19. Julian-Nicolas Rèche – 1. 11. – Svatopetrské náměstí (Vatikán)
20. George Haydock a 84 společníků – 22. 11. – bazilika svatého Petra (Vatikán)

### Svatořečení
1. Vavřinec Ruiz, Domingo Ibáñez de Erquicia, Jakub Kyusei Gorōbyōe Tomonaga a 13 společníků – 18. 10. – Svatopetrské náměstí (Vatikán)
2. Giuseppe Moscati – 25. 10. – Svatopetrské náměstí (Vatikán)

## 1988

### Prohlášení za ctihodné
1. Francesco Chiesa – 8. 2.
2. Maria Elisabetta Renzi – 8. 2.
3. Lorenzo Maria Salvi – 8. 2.
4. Mary Potter – 8. 2.
5. Paulina do Coração Agonizante de Jesus – 8. 2.
6. Pierre-Bienvenu Noailles – 8. 2.
7. Louise Thérèse de Montaignac – 28. 3.
8. Maggiorino Vigolungo – 28. 3.
9. Chiara Bosatta – 1. 9.
10. Maddalena Caterina Morano – 1. 9.
11. Euthymia Üffing – 1. 9.
12. Maria Francesca Rubatto – 1. 9.
13. Nazaria Ignacia March Mesa – 1. 9.
14. Paula Montal Fornés – 28. 11.
15. Peter Joseph Savelberg – 28. 11.

### Blahořečení
1. Giovanni Calabria – 17. 4. – bazilika svatého Petra (Vatikán)
2. Giuseppe Nascimbeni – 17. 4. – bazilika svatého Petra (Vatikán)
3. Pietro Bonilli – 24. 4. – Svatopetrské náměstí (Vatikán)
4. Francisco Palau y Quer – 24. 4. – Svatopetrské náměstí (Vatikán)
5. Savina Petrilli – 24. 4. – Svatopetrské náměstí (Vatikán)
6. Kaspar Stanggassinger – 24. 4. – Svatopetrské náměstí (Vatikán)
7. Laura Vicuña – 3. 9. – Turín (Itálie)
8. Joseph Gérard – 15. 9. – Maseru (Lesotho)
9. Frédéric Janssoone – 25. 9. – Svatopetrské náměstí (Vatikán)
10. Josefa Naval Girbés – 25. 9. – Svatopetrské náměstí (Vatikán)
11. Giuseppe Benedetto Dusmet – 25. 9. – Svatopetrské náměstí (Vatikán)
12. Francesco Faà di Bruno – 25. 9. – Svatopetrské náměstí (Vatikán)
13. Miguel Pro – 25. 9. – Svatopetrské náměstí (Vatikán)
14. Junípero Serra – 25. 9. – Svatopetrské náměstí (Vatikán)
15. Honorat Koźmiński – 16. 10. – bazilika svatého Petra (Vatikán)
16. Bernardo Maria Silvestrelli – 16. 10. – bazilika svatého Petra (Vatikán)
17. Charles Houben – 16. 10. – bazilika svatého Petra (Vatikán)
18. Niels Stensen – 23. 10. – bazilika svatého Petra (Vatikán)
19. Johannes Laurentius Weiss a 2 společníci – 20. 11. – bazilika svatého Petra (Vatikán)
20. Katharine Drexel – 20. 11. – bazilika svatého Petra (Vatikán)

### Svatořečení
1. Roque González de Santa Cruz – 16. 5. – Ñu Guazú, Asuncion (Paraguay)
2. Alfonso Rodríguez Olmedo – 16. 5. – Ñu Guazú, Asuncion (Paraguay)
3. Juan de Castillo – 16. 5. – Ñu Guazú, Asuncion (Paraguay)
4. Eustochia Calafato – 11. 6. – Messina (Itálie)
5. Anrê Trần An Dũng Lạc, Tôma Trần Văn Thiện, Emanuen Lê Văn Phụng, Jerónimo Hermosilla y Aransay, Valentín Faustino de Berriochoa y Aristi, Théophane Vénard a 111 společníků – 19. 6. – Svatopetrské náměstí (Vatikán)
6. Simón de Rojas – 3. 7. – bazilika svatého Petra (Vatikán)
7. Rose-Philippine Duchesne – 3. 7. – bazilika svatého Petra (Vatikán)
8. Maddalena z Canossa – 2. 10. – Svatopetrské náměstí (Vatikán)
9. María Rosa Molas y Vallvé – 11. 12. – bazilika svatého Petra (Vatikán)

## 1989

### Prohlášení za ctihodné
1. Anežka Česká – 11. 2.
2. Elisabetta Vendramini – 18. 2.
3. Eugenia Picco – 18. 2.
4. Józef Sebastian Pelczar – 18. 2.
5. Marie-Théodore Voiron – 18. 2.
6. Paolo Manna – 18. 2.
7. Giuseppina Suriano – 18. 2.
8. Adolph Kolping – 13. 5.
9. Annunciata Cocchetti – 13. 5.
10. Dina Bélanger – 13. 5.
11. Francisco Marto – 13. 5.
12. Jacinta Marto – 13. 5.
13. Giuseppe Allamano – 13. 5.
14. Jaume Clotet i Fabrés – 13. 5.
15. Joseph Vaz – 13. 5.
16. Maria Leonarda Ranixe – 13. 5.
17. María Natividad Venegas de la Torre – 13. 5.
18. Maria Schininà – 13. 5.
19. Vito Antonio Di Santo – 13. 5.
20. Balbin du Carmel – 7. 9.
21. Carlo Sterpi – 7. 9.
22. Claudio Granzotto – 7. 9.
23. Filomena Ferrer y Galcerán – 7. 9.
24. José Maria de Yermo y Parres – 7. 9.
25. María Josefa Sancho de Guerra – 7. 9.
26. Nazareno Santolini – 7. 9.
27. Nimatullah Kassab – 7. 9.
28. Rafael Arnáiz Barón – 7. 9.
29. Agostino Roscelli – 21. 12.
30. Annibale Maria Di Francia – 21. 12.
31. Esteban de Adoáin – 21. 12.
32. Johann Philipp Jeningen – 21. 12.
33. Jacques Gianiel – 21. 12.
34. Kazimierz Wyszyński – 21. 12.
35. Leonardo Castellanos y Castellanos – 21. 12.
36. Marie-Thérèse Charlotte de Lamourous – 21. 12.

### Blahořečení
1. Maria Margherita Caiani – 23. 4. – Svatopetrské náměstí (Vatikán)
2. Martín Lumbreras Peralta – 23. 4. – Svatopetrské náměstí (Vatikán)
3. Melchor Sánchez Pérez – 23. 4. – Svatopetrské náměstí (Vatikán)
4. Franciszka Siedliska – 23. 4. – Svatopetrské náměstí (Vatikán)
5. Marie-Catherine de Saint-Augustin – 23. 4. – Svatopetrské náměstí (Vatikán)
6. Victoire Rasoamanarivo – 30. 4. – Antananarivo (Madagaskar)
7. Jean-Bernard Rousseau – 2. 5. – Réunion (Francie)
8. Antonio Lucci – 18. 6. – Svatopetrské náměstí (Vatikán)
9. Maria Elisabetta Renzi – 18. 6. – Svatopetrské náměstí (Vatikán)
10. Franciscana Cirer Carbonell – 1. 10. – bazilika svatého Petra (Vatikán)
11. Geltrude Comensoli – 1. 10. – bazilika svatého Petra (Vatikán)
12. Lorenzo Maria Salvi – 1. 10. – bazilika svatého Petra (Vatikán)
13. Nicéforo Díez Tejerina od Ježíše a Marie a 25 společníků – 1. 10. – bazilika svatého Petra (Vatikán)
14. Marie de Jésus Deluil-Martiny – 22. 10. – bazilika svatého Petra (Vatikán)
15. Giuseppe Timoteo Giaccardo – 22. 10. – bazilika svatého Petra (Vatikán)
16. Philip Sipong – 22. 10. – bazilika svatého Petra (Vatikán)
17. Agnes Phila a 5 společnic – 22. 10. – bazilika svatého Petra (Vatikán)
18. Giuseppe Baldo – 31. 10. – Svatopetrské náměstí (Vatikán)

### Svatořečení
1. Clelia Barbieri – 9. 4. – bazilika svatého Petra (Vatikán)
2. Gaspare Bertoni – 1. 11. – bazilika svatého Petra (Vatikán)
3. Riccardo Pampuri – 1. 11. – bazilika svatého Petra (Vatikán)
4. Anežka Česká – 12. 11. – bazilika svatého Petra (Vatikán)
5. Adam Chmielowski – 12. 11. – bazilika svatého Petra (Vatikán)
6. Mutien-Marie Wiaux – 10. 12. – bazilika svatého Petra (Vatikán)

## 1990

### Prohlášení za ctihodné
1. Andrea Maria Borello – 3. 3.
2. Anne de Guigné – 3. 3.
3. Exupérien Mas – 3. 3.
4. Francesco Spinelli – 3. 3.
5. Gaetano Catanoso – 3. 3.
6. Mariano de Jesús Euse Hoyos – 3. 3.
7. Pietro Leonardi – 3. 3.
8. Saturnina Jassa y Fontcuberta – 3. 3.
9. Teodoreto Garberoglio – 3. 3.
10. Antonio Vicenzo Gallo – 9. 4.
11. Catherine McAuley – 9. 4.
12. Josemaría Escrivá de Balaguer – 9. 4.
13. Juan Diego Cuauhtlatoatzin – 9. 4.
14. Ramón Ibarra a González – 9. 4.
15. Colomba Gabriel – 10. 7.
16. Giuseppe Ambrosini – 10. 7.
17. Marguerite Bays – 10. 7.
18. Marie-Louise Trichet – 10. 7.

### Blahořečení
1. Filippo Rinaldi – 29. 4. – Svatopetrské náměstí (Vatikán)
2. Cirilo Beltrán Sanz Tejedor, Inocencio Canoura Arnau od Neposkvrněného početí a 7 společníků – 29. 4. – Svatopetrské náměstí (Vatikán)
3. María Mercedes Prat y Prat – 29. 4. – Svatopetrské náměstí (Vatikán)
4. Jaime Hilario Barbal – 29. 4. – Svatopetrské náměstí (Vatikán)
5. José Maria de Yermo y Parres – 6. 5. – bazilika Panny Marie Guadalupské, Ciudad de Méxiko (Mexiko)
6. Juan Diego Cuauhtlatoatzin – 6. 5. – bazilika Panny Marie Guadalupské, Ciudad de Méxiko (Mexiko)
7. Kryštof, Jan a Antonín – 6. 5. – bazilika Panny Marie Guadalupské, Ciudad de Méxiko (Mexiko)
8. Pier Giorgio Frassati – 20. 5. – Svatopetrské náměstí (Vatikán)
9. Giuseppe Allamano – 7. 10. – Svatopetrské náměstí (Vatikán)
10. Annibale Maria Di Francia – 7. 10. – Svatopetrské náměstí (Vatikán)
11. Aimée-Adèle Le Bouteiller – 4. 11. – Svatopetrské náměstí (Vatikán)
12. Elisabetta Vendramini – 4. 11. – Svatopetrské náměstí (Vatikán)
13. Louise Thérèse de Montaignac – 4. 11. – Svatopetrské náměstí (Vatikán)
14. Maria Schininà – 4. 11. – Svatopetrské náměstí (Vatikán)

### Svatořečení
1. Marie-Marguerite d'Youville – 9. 12. – bazilika svatého Petra (Vatikán)

## 1991

### Prohlášení za ctihodné
1. Alfano Vaser – 22. 1.
2. Antonio Augusto Intreccialagli – 22. 1.
3. Bolesława Lament – 22. 1.
4. Camille Costa de Beauregard – 22. 1.
5. Elena Aiello – 22. 1.
6. Gaetana Sterni – 22. 1.
7. Genoveva Torres Morales – 22. 1.
8. Diego da Vallinfreda – 22. 1.
9. John Henry Newman – 22. 1.
10. Laura Montoya Upegui – 22. 1.
11. Tecla Merlo – 22. 1.
12. Pietro Casani – 22. 1.
13. Vicente Bernedo – 22. 1.
14. Zefirino Agostini – 22. 1.
15. Alfred Pampalon – 14. 5.
16. Anne de Xainctonge – 14. 5.
17. Cesare Guasti – 14. 5.
18. Egidio Laurent – 14. 5.
19. Gabriel Taborin – 14. 5.
20. Giuseppe Bartolomeo Menochio – 14. 5.
21. Giuseppe Giraldi – 14. 5.
22. Grimoaldo Santamaria – 14. 5.
23. Helena Maria Stollenwerk – 14. 5.
24. Hendrina Stenmanns – 14. 5.
25. Jean-Baptiste Delaveyne – 14. 5.
26. Clara Fey – 14. 5.
27. Maria Crocifissa Satellico – 14. 5.
28. Marie Anne Blondin – 14. 5.
29. Giuseppe Frassinetti – 14. 5.
30. Jan Duns Scotus – 6. 7.
31. Émilie de Villeneuve – 6. 7.
32. Gianna Beretta Molla – 6. 7.
33. Marek z Aviana – 6. 7.
34. María Rafols Bruna – 6. 7.
35. Alberto Hurtado Cruchaga – 21. 12.
36. Anita Cantieri – 21. 12.
37. Emmanuel d'Alzon – 21. 12.
38. Gerardo Sagarduy de Lasgoitia – 21. 12.
39. Jordan Mai – 21. 12.
40. María Bernarda Bütler – 21. 12.
41. Maria Lucrezia Zileri dal Verme – 21. 12.
42. Vicenta Chávez Orozco – 21. 12.
43. Marie Poussepin – 21. 12.
44. Oreste Fontanella – 21. 12.
45. Vincenzo Cimatti – 21. 12.

### Blahořečení
1. Annunciata Asteria Cocchetti – 21. 4. – Svatopetrské náměstí (Vatikán)
2. Chiara Bosatta – 21. 4. – Svatopetrské náměstí (Vatikán)
3. Marie Thérèse Haze – 21. 4. – Svatopetrské náměstí (Vatikán)
4. Józef Sebastian Pelczar – 2. 6. – Rzeszów (Polsko)
5. Bolesława Lament – 5. 6. – Białystok (Polsko)
6. Rafał Chyliński – 9. 6. – Varšava (Polsko)
7. Edoardo Giuseppe Rosaz – 14. 7. – Susa (Itálie)
8. Aniela Salawa – 13. 8. – Rynek Główny, Krakov (Polsko)
9. Paulina do Coração Agonizante de Jesus – 18. 10. – Florianópolis (Brazílie)
10. Adolph Kolping – 27. 10. – Svatopetrské náměstí (Vatikán)

### Svatořečení
1. Rafał Kalinowski – 17. 11. – bazilika svatého Petra (Vatikán)

## 1992

### Prohlášení za ctihodné
1. Angelico Pittavino – 7. 3.
2. Maria Faustyna Kowalska – 7. 3.
3. Genoveffa De Troia – 7. 3.
4. Giuseppina Vannini – 7. 3.
5. Jeanne Chézard de Matel – 7. 3.
6. Laura Evangelista Alvarado Cardozo – 7. 3.
7. Antonietta Farani – 13. 6.
8. Cornelia Connelly – 13. 6.
9. Giovanni Battista Rubino – 13. 6.
10. Luis Amigó Ferrer – 13. 6.
11. José Torras y Bages – 13. 6.
12. María Teresa González Justo – 13. 6.
13. Mary MacKillop – 13. 6.
14. Mónica de Jesús – 13. 6.
15. Stanisław Papczyński – 13. 6.
16. Paolo Fortunato Maria De Gruttis – 11. 7.
17. László Batthyány-Strattmann – 11. 7.
18. Luigi Talamoni – 11. 7.
19. María Dolores Rodríguez Sopeña – 11. 7.
20. Théodore Guerin – 11. 7.
21. Agostino Chieppi – 21. 12.
22. Félix Marie Ghebre Amlak – 21. 12.
23. Jan Beyzym – 21. 12.
24. Nicholas Roland – 21. 12.
25. Stanisław Kazimierczyk – 21. 12.
26. Vittorio De Marino – 21. 12.
27. Jakub al-Haddād z Ghazīru – 21. 12.

### Blahořečení
1. Josefína Bakhita – 17. 5. – Svatopetrské náměstí (Vatikán)
2. Josemaría Escrivá de Balaguer – 17. 5. – Svatopetrské náměstí (Vatikán)
3. Francesco Spinelli – 21. 6. – bazilika Santa Maria del Fonte, Caravaggio (Itálie)
4. Dermot O'Hurley a 16 společníků – 27. 9. – Svatopetrské náměstí (Vatikán)
5. Rafael Arnáiz Barón – 27. 9. – Svatopetrské náměstí (Vatikán)
6. Nazaria Ignacia March Mesa – 27. 9. – Svatopetrské náměstí (Vatikán)
7. María Josefa Sancho de Guerra – 27. 9. – Svatopetrské náměstí (Vatikán)
8. Léonie Aviat – 27. 9. – Svatopetrské náměstí (Vatikán)
9. Felipe de Jesús Munárriz Azcona a 50 společníků – 25. 10. – Svatopetrské náměstí (Vatikán)
10. Braulio María Corres Díaz de Cerio a 70 společníků – 25. 10. – Svatopetrské náměstí (Vatikán)
11. Narcisa de Jesús Martillo y Morán – 25. 10. – Svatopetrské náměstí (Vatikán)
12. Cristóbal Magallanes Jara a 24 společníků – 22. 11. – bazilika svatého Petra (Vatikán)
13. María Natividad Venegas de la Torre – 22. 11. – bazilika svatého Petra (Vatikán)

### Svatořečení
1. Claude La Colombière – 31. 5. – bazilika svatého Petra (Vatikán)
2. Ezechiel Moreno Díaz – 11. 10. – Santo Domingo (Dominikánská republika)

## 1993

### Prohlášení za ctihodné
1. Camila Rolón – 2. 4.
2. Daniel Coppini – 2. 4.
3. Edmund Ignatius Rice – 2. 4.
4. Francisco de Asís Méndez Casariego – 2. 4.
5. Luigi Variara – 2. 4..
6. Maria Katherina Scherer – 2. 4.
7. Paola Renata Carboni – 2. 4.
8. Simaan Srugi – 2. 4.
9. Zygmunt Łoziński – 2. 4.
10. Cándida María Cipitria y Barriola – 6. 7.
11. Cesare Maria Barzaghi – 6. 7.
12. Samuele Mazzuchelli – 6. 7.
13. Frédéric Ozanam – 6. 7.
14. Giuseppe Pesci – 6. 7.
15. Maria Raffaella Cimatti – 6. 7.
16. Benedetta Bianchi Porro – 23. 12.
17. Emilia de San José – 23. 12.
18. Émilie d'Oultremont – 23. 12.
19. Émilie Gamelin – 23. 12.
20. Eleonora López de Maturan – 23. 12.
21. Maria Antonia Paris – 23. 12.

### Blahořečení
1. Dina Bélanger – 20. 3. – Svatopetrské náměstí (Vatikán)
2. Jan Duns Scotus  – 20. 3. – Svatopetrské náměstí (Vatikán)
3. Ludovico z Casorie – 18. 4. – Svatopetrské náměstí (Vatikán)
4. Maria Angela Truszkowska – 18. 4. – Svatopetrské náměstí (Vatikán)
5. Maria Faustyna Kowalska – 18. 4. – Svatopetrské náměstí (Vatikán)
6. Stanisław Kazimierczyk – 18. 4. – Svatopetrské náměstí (Vatikán)
7. Paula Montal Fornés  – 18. 4. – Svatopetrské náměstí (Vatikán)
8. Marie-Louise Trichet – 16. 5. – Svatopetrské náměstí (Vatikán)
9. Lucrezia Elena Cevoli – 16. 5. – Svatopetrské náměstí (Vatikán)
10. Colomba Gabriel  – 16. 5. – Svatopetrské náměstí (Vatikán)
11. Maurice Tornay – 16. 5. – Svatopetrské náměstí (Vatikán)
12. Giuseppe Marello – 28. 9. – Svatopetrské náměstí (Vatikán)
13. Maria Crocifissa Satellico  – 10. 10. – Svatopetrské náměstí (Vatikán)
14. Maria Francesca Rubatto – 10. 10. – Svatopetrské náměstí (Vatikán)
15. Victoria Díez Bustos de Molina – 10. 10. – Svatopetrské náměstí (Vatikán)
16. Diego Ventaja Milán a 8 společníků – 10. 10. – Svatopetrské náměstí (Vatikán)
17. Pedro Poveda Castroverde – 10. 10. – Svatopetrské náměstí (Vatikán)

### Svatořečení
1. Claudine Thévenet – 21. 3. – bazilika svatého Petra (Vatikán)
2. Teresa de Los Andes – 21. 3. – bazilika svatého Petra (Vatikán)
3. Enrique de Ossó y Cervelló – 16. 6. – Plaza de Colón, Madrid (Španělsko)
4. Meinard z Rigy – 8. 9. – Mežaparkā, Riga (Lotyšsko) – Ekvivalentní

## 1994

### Prohlášení za ctihodné
1. Alfredo Ildefonso Schuster – 26. 3.
2. Bernarda Heimgartner – 26. 3.
3. Daniele Comboni – 26. 3.
4. Félix de la Virgen – 26. 3.
5. Giuseppina Gabriella Bonino – 26. 3.
6. José Gras y Granollers – 26. 3.
7. José León Torres – 26. 3.
8. Julio María Matovelle – 26. 3.
9. Louis Martin – 26. 3.
10. Marie-Azélie Guérin Martin – 26. 3.
11. Maria Domenica Brun Barbantini – 26. 3.
12. María Isabel Tejada Cuartas – 26. 3.
13. Maria Teresa Dudzik – 26. 3.
14. Bronisław Markiewicz – 2. 7.
15. Lucia Mangano – 2. 7.
16. Luigi Caburlotto – 2. 7.
17. María Amparo Delgado García – 2. 7.
18. Maria Cristina Brando – 2. 7.
19. Consuelo Utrilla Lozano – 15. 12.
20. Edel Quinn – 15. 12.
21. Gabriele Allegra – 15. 12.
22. Jan Wojciech Balicki – 15. 12.
23. Faustino Míguez – 15. 12.
24. Maria Elena Bettini – 15. 12.
25. Marcelina Darowska – 15. 12.
26. Marie-Alphonsine Danil Ghattas – 15. 12.
27. Norberto Cassinelli – 15. 12.
28. María Ana Mogas Fontcuberta – 15. 12.

### Blahořečení
1. Gianna Beretta Molla – 24. 4. – Svatopetrské náměstí (Vatikán)
2. Elisabetta Canori Mora – 24. 4. – Svatopetrské náměstí (Vatikán)
3. Isidore Bakanja – 24. 4. – Svatopetrské náměstí (Vatikán)
4. María Rafols Bruna – 16. 10. – Svatopetrské náměstí (Vatikán)
5. Ana Petra Pérez Florido – 16. 10. – Svatopetrské náměstí (Vatikán)
6. Giuseppina Vannini – 16. 10. – Svatopetrské náměstí (Vatikán)
7. Alberto Hurtado Cruchaga – 16. 10. – Svatopetrské náměstí (Vatikán)
8. Nicolas Roland – 16. 10. – Svatopetrské náměstí (Vatikán)
9. Maddalena Caterina Morano – 5. 11. – Catania (Itálie)
10. Anežka od Ježíše – 20. 11. – bazilika svatého Petra (Vatikán)
11. Marie Poussepin  – 20. 11. – bazilika svatého Petra (Vatikán)
12. Eugénie Joubert – 20. 11. – bazilika svatého Petra (Vatikán)
13. Hyacinthe-Marie Cormier – 20. 11. – bazilika svatého Petra (Vatikán)
14. Claudio Granzotto – 20. 11. – bazilika svatého Petra (Vatikán)

## 1995

### Prohlášení za ctihodné
1. Anton Maria Schwartz – 6. 4.
2. Ferdinando Maria Bacsilieri – 6. 4.
3. Gaetano Tantalus – 6. 4.
4. Giuseppe Tovini – 6. 4..
5. Gregor Cäsarius Buhl – 6. 4.
6. María Antonia Bandrés y Elósegui – 6. 4.
7. María de la Encarnación Rosal – 6. 4.
8. Rudolf Komorek – 6. 4.
9. Anna Schäffer – 11. 7.
10. Cyprián Iwene Tansi – 11. 7.
11. Henri Rebuschini – 11. 7.
12. Enrico Rebuschini – 11. 7.
13. Germano Ruopollo – 11. 7.
14. Jakob Franz Alexander Kern – 11. 7.
15. Juan Collell Cuatrecasas – 11. 7.
16. Maria Chiara Magro – 11. 7.
17. Maria Karłowska – 11. 7.
18. Maria Teresa Fasce – 11. 7.
19. Solanus Casey – 11. 7.

### Blahořečení
1. Peter To Rot – 17. 1. – Sir John Guise Stadium, Port Moresby (Papua Nová Guinea)
2. Mary MacKillop – 19. 1. – Sydney (Austrálie)
3. Joseph Vaz  – 21. 1. – Galle Face Green, Kolombo (Srí Lanka)
4. Domenico Mazzarella – 29. 1. – Svatopetrské náměstí (Vatikán)
5. Grimoaldo Santamaria – 29. 1. – Svatopetrské náměstí (Vatikán)
6. Rafael Guízar y Valencia – 29. 1. – Svatopetrské náměstí (Vatikán)
7. Genoveva Torres Morales – 29. 1. – Svatopetrské náměstí (Vatikán)
8. Johann Nepomuk von Tschiderer – 30. 4. – Trento (Itálie)
9. Agostino Roscelli – 7. 5. – Svatopetrské náměstí (Vatikán)
10. Maria Domenica Brun Barbantini – 7. 5. – Svatopetrské náměstí (Vatikán)
11. Helena Maria Stollenwerk – 7. 5. – Svatopetrské náměstí (Vatikán)
12. Giuseppina Gabriella Bonino – 7. 5. – Svatopetrské náměstí (Vatikán)
13. Laura Evangelista Alvarado Cardozo – 7. 5. – Svatopetrské náměstí (Vatikán)
14. Damien de Veuster – 4. 6. – bazilika Nejsvětějšího Srdce Ježíšova, Brusel (Belgie)
15. Pietro Casani – 1. 10. – Svatopetrské náměstí (Vatikán)
16. Jean-Baptiste Souzy a 63 společníků – 1. 10. – Svatopetrské náměstí (Vatikán)
17. Carlos Eraña Guruceta a 2 společníci – 1. 10. – Svatopetrské náměstí (Vatikán)
18. Dionisio Pamplona Polo a 12 společníků – 1. 10. – Svatopetrské náměstí (Vatikán)
19. Pedro Ruiz de los Paños Ángel a 8 společníků – 1. 10. – Svatopetrské náměstí (Vatikán)
20. Ángeles Lloret Martí a 16 společníků – 1. 10. – Svatopetrské náměstí (Vatikán)
21. Vicente Vilar David – 1. 10. – Svatopetrské náměstí (Vatikán)
22. Anselmo Polanco Fontecha – 1. 10. – Svatopetrské náměstí (Vatikán)
23. Felipe Ripoll Morata – 1. 10. – Svatopetrské náměstí (Vatikán)
24. Marguerite Bays – 29. 10. – bazilika svatého Petra (Vatikán)
25. Maria Katherina Scherer – 29. 10. – bazilika svatého Petra (Vatikán)
26. Maria Bernarda Bütler  – 29. 10. – bazilika svatého Petra (Vatikán)

### Svatořečení
1. Jan Sarkander – 21. 5. – letiště Olomouc, Olomouc (Česko)
2. Zdislava z Lemberka – 21. 5. – letiště Olomouc, Olomouc (Česko)
3. Marko Križevčanin – 2. 7. – Košice (Slovensko)
4. Štefan Pongrác – 2. 7. – Košice (Slovensko)
5. Melichar Grodecký – 2. 7. – Košice (Slovensko)
6. Evžen z Mazenodu – 3. 12. – bazilika svatého Petra (Vatikán)

## 1996

### Prohlášení za ctihodné
1. Alexandrina Maria da Costa – 12. 1.
2. Alpert Mosch – 12. 1.
3. Bernardo de Hoyos – 12. 1.
4. Élisabeth Bergeron – 12. 1.
5. Flora Manfrinati – 12. 1.
6. Juan Vicente Zengotitabengoa Lausen – 12. 1.
7. María del Carmen González-Valerio – 12. 1.
8. Maria Klara Fietz – 12. 1.
9. Anton Martin Slomšek – 13. 5.
10. Antonio Amundarain Garmendia – 25. 6.
11. Giacomo Alberione – 25. 6.
12. Liduina Meneguzzi – 25. 6.
13. Maria Teresa Lega – 25. 6.
14. Nicola da Gesturi – 25. 6.
15. Teresa Gallifa Palmarola – 25. 6.
16. Bernardyna Maria Jabłońska – 17. 12.
17. Carmen Sallés y Barangueras – 17. 12.
18. Caterina Cittadini – 17. 12.
19. Eusebia Palomino Yenes – 17. 12.
20. Hedvika z Anjou – 17. 12.
21. Maravillas de Jesús – 17. 12..
22. Pierre Toussaint – 17. 12.
23. Regina Protmann – 17. 12.
24. Teresa Mira García – 17. 12.

### Blahořečení
1. Daniele Comboni – 17. 3. – bazilika svatého Petra (Vatikán)
2. Guido Maria Conforti – 17. 3. – bazilika svatého Petra (Vatikán)
3. Alfredo Ildefonso Schuster – 12. 5. – Svatopetrské náměstí (Vatikán)
4. Cándida María Cipitria y Barriola – 12. 5. – Svatopetrské náměstí (Vatikán)
5. Filippo Smaldone – 12. 5. – Svatopetrské náměstí (Vatikán)
6. Gennaro Maria Sarnelli – 12. 5. – Svatopetrské náměstí (Vatikán)
7. María Antonia Bandrés y Elósegui – 12. 5. – Svatopetrské náměstí (Vatikán)
8. Maria Raffaella Cimatti – 12. 5. – Svatopetrské náměstí (Vatikán)
9. Bernhard Lichtenberg – 23. 6. – Berlín (Německo)
10. Karl Leisner – 23. 6. – Berlín (Německo)
11. Edmund Ignatius Rice – 6. 10. – Svatopetrské náměstí (Vatikán)
12. Wincenty Lewoniuk a 12 společníků – 6. 10. – Svatopetrské náměstí (Vatikán)
13. María Ana Mogas Fontcuberta – 6. 10. – Svatopetrské náměstí (Vatikán)
14. Marcelina Darowska – 6. 10. – Svatopetrské náměstí (Vatikán)
15. Catherine Jarrige – 23. 11. – Svatopetrské náměstí (Vatikán)
16. Jakob Gapp – 23. 11. – Svatopetrské náměstí (Vatikán)
17. Otto Neururer – 23. 11. – Svatopetrské náměstí (Vatikán)

### Svatořečení
1. Jean-Gabriel Perboyre – 2. 6. – Svatopetrské náměstí (Vatikán)
2. Egidio Maria z Taranta – 2. 6. – Svatopetrské náměstí (Vatikán)
3. Juan Grande – 2. 6. – Svatopetrské náměstí (Vatikán)

## 1997

### Prohlášení za ctihodné
1. Antônio Galvão de França – 8. 3.
2. Gioacchino Stevan – 8. 3.
3. Flore Bracaval – 8. 3.
4. Leon Dehon – 8. 3.
5. Louis-Antoine-Rose Ormières Lacase – 8. 3.
6. Maria Carmelina Leone – 8. 3.
7. Artémides Zatti – 7. 7.
8. Carla Ronci – 7. 7.
9. Carlos Manuel Rodríguez Santiago – 7. 7.
10. Egidio Bullesi – 7. 7.
11. Juana María Condesa Lluch – 7. 7.
12. Maria Teresa Casini – 7. 7.
13. Pierre Monnereau – 7. 7.
14. Frate Ave Maria – 8. 12.
15. Saturnina Rodríguez de Zavalía – 8. 12.
16. Delia Tetreault – 8. 12.
17. Giuseppe Picco – 8. 12.
18. Józef Bilczewski – 8. 12.
19. Giustino Maria Russolillo – 8. 12.
20. Pio z Pietrelciny – 8. 12.
21. Secondo Pollo – 8. 12.
22. Luisa Marie Francouzská – 8. 12.
23. Tommaso Reggio – 8. 12.

### Blahořečení
1. Antônio Galvão de França – 8. 4. – bazilika svatého Petra (Vatikán)
2. Ceferino Gimenéz Malla – 4. 5. – Svatopetrské náměstí (Vatikán)
3. Enrico Rebuschini – 4. 5. – Svatopetrské náměstí (Vatikán)
4. Florentino Asensio Barroso – 4. 5. – Svatopetrské náměstí (Vatikán)
5. Gaetano Catanoso – 4. 5. – Svatopetrské náměstí (Vatikán)
6. María de la Encarnación Rosal – 4. 5. – Svatopetrské náměstí (Vatikán)
7. Bernardyna Maria Jabłońska – 6. 6. – Zakopane (Polsko)
8. Maria Karłowska – 6. 6. – Zakopane (Polsko)
9. Frédéric Ozanam – 22. 8. – katedrála Notre-Dame, Paříž (Francie)
10. Bartolomeo Maria Dal Monte – 27. 9. – Svatopetrské náměstí (Vatikán)
11. Domenico Lentini – 12. 10. – Svatopetrské náměstí (Vatikán)
12. Émilie d'Oultremont – 12. 10. – Svatopetrské náměstí (Vatikán)
13. Giovanni Battista Piamarta – 12. 10. – Svatopetrské náměstí (Vatikán)
14. Maria Teresa Fasce – 12. 10. – Svatopetrské náměstí (Vatikán)
15. Elías del Socorro Nieves – 12. 10. – Svatopetrské náměstí (Vatikán)
16. Giovanni Battista Scalabrini – 9. 11. – Svatopetrské náměstí (Vatikán)
17. Vicenta Chávez Orozco – 9. 11. – Svatopetrské náměstí (Vatikán)
18. Vilmos Apor – 9. 11. – Svatopetrské náměstí (Vatikán)

### Svatořečení
1. Hedvika z Anjou – 8. 6. – Błonie Esplanade, Krakov (Polsko)
2. Jan z Dukly – 10. 6. – Krosno (Polsko)

### Prohlášení za učitele církve
1. Terezie z Lisieux – 19. 10.

## 1998

### Prohlášení za ctihodné
1. Alberto Capellan Zuazo – 6. 4.
2. Francesco Paleari – 6. 4.
3. Francois Gaschon – 6. 4.
4. Giovanni Maria Boccardo – 6. 4.
5. Josaphata Hordashevska – 6. 4.
6. Manuel González García – 6. 4.
7. Celestina Donati – 6. 4.
8. Maria Gioia – 6. 4.
9. Maria Güell Puig – 6. 4.
10. Paolo Pio Perazzo – 6. 4.
11. Edmund Bojanowski – 3. 7.
12. Elisabetta Girelli – 3. 7.
13. Maddalena Girelli – 3. 7.
14. Kinga Polská – 3. 7.
15. María Dolores Medina – 3. 7.
16. Maria Maddalena Alesci  – 3. 7.
17. Rosa Ojeda Creus – 3. 7.
18. Anastasius Hartmann – 21. 12.
19. Arcangelo Tadini – 21. 12.
20. Firminius Wickenhauser – 21. 12.
21. Georges Bellanger – 21. 12.
22. Andrea Giacinto Longhin – 21. 12.
23. Jean-Léon Le Prevost – 21. 12.
24. Josefa Campos – 21. 12.
25. Maria Teresa Cortimiglia – 21. 12.
26. Anna Rosa Gattorno – 21. 12.

### Blahořečení
1. Brigitte Morello  – 15. 3. – Svatopetrské náměstí (Vatikán)
2. Carmen Sallés y Barangueras – 15. 3. – Svatopetrské náměstí (Vatikán)
3. Evgenij Bosilkov – 15. 3. – Svatopetrské náměstí (Vatikán)
4. Cyprián Iwene Tansi – 22. 3. – Onitsha (Nigérie)
5. Rita Josefa Pujalte Sánchez – 10. 5. – Svatopetrské náměstí (Vatikán)
6. Francisca Aldea Araujo – 10. 5. – Svatopetrské náměstí (Vatikán)
7. María Sagrario Moragas Cantarero – 10. 5. – Svatopetrské náměstí (Vatikán)
8. María Gabriela Hinojosa Naveros a 6 společnic – 10. 5. – Svatopetrské náměstí (Vatikán)
9. Maravillas de Jesús – 10. 5. – Svatopetrské náměstí (Vatikán)
10. Nimatullah Kassab – 10. 5. – Svatopetrské náměstí (Vatikán)
11. Secondo Pollo – 23. 5. – Vercelli (Itálie)
12. Giovanni Maria Boccardo – 24. 5. – Piazza Vittorio Veneto, Turín (Itálie)
13. Teresa Grillo Michel – 24. 5. – Piazza Vittorio Veneto, Turín (Itálie)
14. Teresa Bracco – 24. 5. – Piazza Vittorio Veneto, Turín (Itálie)
15. Anton Maria Schwartz  – 21. 6. – Heldenplatz, Vídeň (Rakousko)
16. Jakob Franz Alexander Kern – 21. 6. – Heldenplatz, Vídeň (Rakousko)
17. Marie Restituta Kafková – 21. 6. – Heldenplatz, Vídeň (Rakousko)
18. Giuseppe Tovini – 20. 9. – Svatopetrské náměstí (Vatikán)
19. Aloysius Stepinac – 3. 10. – Marija Bistrica (Chorvatsko)
20. Faustino Míguez – 25. 10. – Svatopetrské náměstí (Vatikán)
21. Théodore Guerin – 25. 10. – Svatopetrské náměstí (Vatikán)
22. Zefirino Agostini – 25. 10. – Svatopetrské náměstí (Vatikán)

### Svatořečení
1. Edith Stein – 11. 10. – Svatopetrské náměstí (Vatikán)

## 1999

### Prohlášení za ctihodné
1. Aureliano Landeta Azcueta – 26. 3.
2. Egidio Malacarne – 26. 3.
3. Maria Elisabeth Hesselblad – 26. 3.
4. Isabel de Larrañaga Ramírez – 26. 3.
5. Lino Maupas – 26. 3.
6. Maria Josefa Karolina Brader – 28. 6.
7. Columba Marmion – 28. 6.
8. Ġorġ Preca – 28. 6.
9. Jerónimo Mariano Usera – 28. 6.
10. María del Tránsito Cabanillas – 28. 6.
11. Mariam Thresia Chiramel Mankidiyan – 28. 6.
12. Marie de la Passion de Chappotin – 28. 6.
13. Pablo de Anda Padilla – 28. 6.
14. Concepción Cabrera de Armida – 20. 12.
15. Elena Silvestri – 20. 12.
16. Jan XXIII. – 20. 12.
17. Zygmunt Gorazdowski – 20. 12.

### Blahořečení
1. Anna Schäffer – 7. 3. – bazilika svatého Petra (Vatikán)
2. Nicolas Barré – 7. 3. – bazilika svatého Petra (Vatikán)
3. Vicente Soler Munárriz a 7 společníků – 7. 3. – bazilika svatého Petra (Vatikán)
4. Pio z Pietrelciny – 2. 5. – Svatopetrské náměstí (Vatikán)
5. Stefan Wincenty Frelichowski – 7. 6. – Toruň (Polsko)
6. Edmund Bojanowski – 13. 6. – Varšava (Polsko)
7. Regina Protmann  – 13. 6. – Varšava (Polsko)
8. Antoni Julian Nowowiejski, Henryk Kaczorowski, Anicet Kopliński, Marianna Biernacka a 104 společníků – 13. 6. – Varšava (Polsko)
9. Anton Martin Slomšek – 19. 9. – Maribor (Slovinsko)
10. Arcangelo Tadini – 3. 10. – Svatopetrské náměstí (Vatikán)
11. Edward Poppe – 3. 10. – Svatopetrské náměstí (Vatikán)
12. Ferdinando Maria Baccilieri – 3. 10. – Svatopetrské náměstí (Vatikán)
13. Diego da Vallinfreda – 3. 10. – Svatopetrské náměstí (Vatikán)
14. Mariano da Roccacasale – 3. 10. – Svatopetrské náměstí (Vatikán)
15. Nicola da Gesturi – 3. 10. – Svatopetrské náměstí (Vatikán)

### Svatořečení
1. Marcellin Champagnat – 18. 4. – Svatopetrské náměstí (Vatikán)
2. Giovanni Calabria – 18. 4. – Svatopetrské náměstí (Vatikán)
3. Agostina Pietrantoni – 18. 4. – Svatopetrské náměstí (Vatikán)
4. Kinga Polská – 16. 6. – Nowy Sącz (Polsko)
5. Jaime Hilario Barbal – 21. 11. – bazilika svatého Petra (Vatikán)
6. Cirilo Beltrán Sanz Tejedor, Inocencio Canoura Arnau od Neposkvrněného početí a 7 společníků – 21. 11. – bazilika svatého Petra (Vatikán)
7. Benedetto Menni – 21. 11. – bazilika svatého Petra (Vatikán)
8. Tommaso da Cori – 21. 11. – bazilika svatého Petra (Vatikán)

## 2000

### Prohlášení za ctihodné
1. Francis Xavier Seelos – 27. 1.
2. Adrian Osmolowski – 1. 7.
3. Bonifacia Rodríguez Castro – 1. 7.
4. Maria Rosa Pellesi – 1. 7.
5. Carlo Liviero – 1. 7.
6. Carolina Santocanale – 1. 7.
7. Casimiro Barello – 1. 7.
8. Eugenia Ravasco – 1. 7.
9. Félix de Jésus Rougier – 1. 7.
10. Marcantonio Durando – 1. 7.
11. María Guadalupe García Zavala – 1. 7.
12. María Luisa Josefa del Santísimo Sacramento – 1. 7.
13. Pieta de la Cruz – 1. 7.
14. Giuseppe Ghezzi – 18. 12.
15. Librada Orozco Santa Cruz – 18. 12.
16. Maria Barba – 18. 12.
17. María Pilar Izquierdo Albero – 18. 12.
18. María Romero Meneses – 18. 12.
19. Sancja Szymkowiak – 18. 12.
20. Vendelin Vosnjak – 18. 12.

### Blahořečení
1. Ondřej z Phú Yên – 5. 3. – Svatopetrské náměstí (Vatikán)
2. Nicolas Bunkerd Kitbamrung – 5. 3. – Svatopetrské náměstí (Vatikán)
3. Maria Stella Mardosewicz a 10 společnic – 5. 3. – Svatopetrské náměstí (Vatikán)
4. André de Soveral a 29 společníků – 5. 3. – Svatopetrské náměstí (Vatikán)
5. Pedro Calungsod – 5. 3. – Svatopetrské náměstí (Vatikán)
6. Maria Elisabeth Hesselblad – 9. 4. – Svatopetrské náměstí (Vatikán)
7. Francis Xavier Seelos – 9. 4. – Svatopetrské náměstí (Vatikán)
8. Mariam Thresia Chiramel Mankidiyan – 9. 4. – Svatopetrské náměstí (Vatikán)
9. Mariano de Jesús Euse Hoyos – 9. 4. – Svatopetrské náměstí (Vatikán)
10. Anna Rosa Gattorno – 9. 4. – Svatopetrské náměstí (Vatikán)
11. Francisco Marto – 13. 5. – bazilika Panny Marie Růžencové, Fatima (Portugalsko)
12. Jacinta  Marto – 13. 5. – bazilika Panny Marie Růžencové, Fatima (Portugalsko)
13. Columba Marmion – 3. 9. – Svatopetrské náměstí (Vatikán)
14. Tommaso Reggio – 3. 9. – Svatopetrské náměstí (Vatikán)
15. Guillaume-Joseph Chaminade – 3. 9. – Svatopetrské náměstí (Vatikán)
16. Pius IX. – 3. 9. – Svatopetrské náměstí (Vatikán)
17. Jan XXIII. – 3. 9. – Svatopetrské náměstí (Vatikán)

### Svatořečení
1. Maria Faustyna Kowalska – 30. 4. – Svatopetrské náměstí (Vatikán)
2. Cristóbal Magallanes Jara a 24 společníků – 21. 5. – Svatopetrské náměstí (Vatikán)
3. José Maria de Yermo y Parres – 21. 5. – Svatopetrské náměstí (Vatikán)
4. María Natividad Venegas de la Torre – 21. 5. – Svatopetrské náměstí (Vatikán)
5. Augustine Zhao Rong, Petr Zhu Rixin, Anna Wang, Francesco Fernández de Capillas, Gabriel-Taurin Dufresse, Gregorio Maria Grassi, Léon-Ignace Mangin a 113 společníků – 1. 10. – Svatopetrské náměstí (Vatikán)
6. María Josefa Sancho de Guerra – 1. 10. – Svatopetrské náměstí (Vatikán)
7. Katharine Drexel – 1. 10. – Svatopetrské náměstí (Vatikán)
8. Josefína Bakhita – 1. 10. – Svatopetrské náměstí (Vatikán)

## 2001

### Prohlášení za ctihodné
1. Anna Katharina Emmerich – 24. 4.
2. Maria od Vtělení Sordini – 24. 4.
3. Charles de Foucauld – 24. 4.
4. Concetta Bertoli – 24. 4.
5. Giovanni Antonio Farina – 24. 4.
6. Giuseppe Gualandi – 24. 4.
7. Luigi Maria Monti – 24. 4.
8. Luigi Tezza – 24. 4.
9. Maria Adeodata Pisani – 24. 4.
10. Maria Domenica Mantovani – 24. 4.
11. Rosalie Rendu – 24. 4.
12. Tommaso Maria Fusco – 24. 4.
13. Zygmunt Szczęsny Feliński – 24. 4.
14. Luigi Beltrame Quattrocchi – 7. 7.
15. Maria Corsini – 7. 7.
16. Maria Ludovica De Angelis – 20. 12.
17. Bruno Marchesini – 20. 12.
18. Juan Nepomuceno Zegrí Moreno – 20. 12.
19. Pedro Legaria Armendariz – 20. 12.

### Blahořečení
1. José Aparico Sanz a 232 společníků – 11. 3. – Svatopetrské náměstí (Vatikán)
2. Manuel González García – 29. 4. – Svatopetrské náměstí (Vatikán)
3. Marie Anne Blondin – 29. 4. – Svatopetrské náměstí (Vatikán)
4. Caterina Cittadini – 29. 4. – Svatopetrské náměstí (Vatikán)
5. Caterina Volpicelli – 29. 4. – Svatopetrské náměstí (Vatikán)
6. Carlos Manuel Rodríguez Santiago – 29. 4. – Svatopetrské náměstí (Vatikán)
7. Ġorġ Preca – 9. 5. – Floriana (Malta)
8. Nazju Falzon – 9. 5. – Floriana (Malta)
9. Maria Adeodata Pisani – 9. 5. – Floriana (Malta)
10. Józef Bilczewski – 26. 6. – Lvov (Ukrajina)
11. Zygmunt Gorazdowski – 26. 6. – Lvov (Ukrajina)
12. Omeljan Kovč – 27. 6. – Lvov (Ukrajina)
13. Teodor Romža – 27. 6. – Lvov (Ukrajina)
14. Mykola Cehelskyj a 24 společníků – 27. 6. – Lvov (Ukrajina)
15. Josaphata Hordashevska – 27. 6. – Lvov (Ukrajina)
16. Ignatius Shoukrallah Maloyan – 7. 10. – Svatopetrské náměstí (Vatikán)
17. Nikolaus Groß – 7. 10. – Svatopetrské náměstí (Vatikán)
18. Alfonso Maria Fusco – 7. 10. – Svatopetrské náměstí (Vatikán)
19. Tommaso Maria Fusco – 7. 10. – Svatopetrské náměstí (Vatikán)
20. Émilie Gamelin – 7. 10. – Svatopetrské náměstí (Vatikán)
21. Eugenia Picco  – 7. 10. – Svatopetrské náměstí (Vatikán)
22. Euthymia Üffing – 7. 10. – Svatopetrské náměstí (Vatikán)
23. Luigi Beltrame Quattrocchi – 21. 10. – bazilika svatého Petra (Vatikán)
24. Maria Corsini – 21. 10. – bazilika svatého Petra (Vatikán)
25. Pavel Peter Gojdič – 4. 11. – Svatopetrské náměstí (Vatikán)
26. Metoděj Dominick Trčka – 4. 11. – Svatopetrské náměstí (Vatikán)
27. Bartolomeu Fernandes – 4. 11. – Svatopetrské náměstí (Vatikán)
28. Giovanni Antonio Farina – 4. 11. – Svatopetrské náměstí (Vatikán)
29. Luigi Tezza – 4. 11. – Svatopetrské náměstí (Vatikán)
30. Paolo Manna – 4. 11. – Svatopetrské náměstí (Vatikán)
31. Gaetana Sterni – 4. 11. – Svatopetrské náměstí (Vatikán)
32. María Pilar Izquierdo Albero – 4. 11. – Svatopetrské náměstí (Vatikán)

### Svatořečení
1. Luigi Scrosoppi – 10. 6. – Svatopetrské náměstí (Vatikán)
2. Agostino Roscelli – 10. 6. – Svatopetrské náměstí (Vatikán)
3. Bernardo da Corleone – 10. 6. – Svatopetrské náměstí (Vatikán)
4. Teresa Eustochio Verzeri – 10. 6. – Svatopetrské náměstí (Vatikán)
5. Rafqa Pietra Choboq Ar-Rayès – 10. 6. – Svatopetrské náměstí (Vatikán)
6. Giuseppe Marello – 25. 11. – Svatopetrské náměstí (Vatikán)
7. Paula Montal Fornés – 25. 11. – Svatopetrské náměstí (Vatikán)
8. Léonie Aviat – 25. 11. – Svatopetrské náměstí (Vatikán)
9. Marie Krescencie Höss – 25. 11. – Svatopetrské náměstí (Vatikán)

## 2002

### Prohlášení za ctihodné
1. Gioacchino La Lomia – 23. 4.
2. Giulia Salzano – 23. 4.
3. Giuseppe Morgera – 23. 4.
4. Matilde Téllez Robles – 23. 4.
5. Marianna Saltini – 23. 4.
6. María Esperanza Alhama Valera – 23. 4.
7. Euphrasia Eluvathingal – 5. 7.
8. Nemesia Valle – 5. 7.
9. Maria Pia Mastena – 5. 7.
10. Marija Petković – 5. 7.
11. Ivan Merz – 5. 7.
12. Carlo Gnocchi – 20. 12.
13. Maria Teresa Tauscher – 20. 12.
14. Maria Crocifissa Curcio – 20. 12.
15. Terezie z Kalkaty – 20. 12.

### Blahořečení
1. María del Tránsito Cabanillas – 14. 4. – Svatopetrské náměstí (Vatikán)
2. Gaetano Errico – 14. 4. – Svatopetrské náměstí (Vatikán)
3. Lodovico Pavoni – 14. 4. – Svatopetrské náměstí (Vatikán)
4. María Romero Meneses – 14. 4. – Svatopetrské náměstí (Vatikán)
5. Luigi Variara – 14. 4. – Svatopetrské náměstí (Vatikán)
6. Artémides Zatti – 14. 4. – Svatopetrské náměstí (Vatikán)
7. Kamen Vičev – 26. 5. – Plovdiv (Bulharsko)
8. Pavel Džidžov – 26. 5. – Plovdiv (Bulharsko)
9. Josafat Šiškov – 26. 5. – Plovdiv (Bulharsko)
10. Juan Bautista a Jacinto de los Ángeles – 1. 8. – bazilika Panny Marie Guadalupské, Ciudad de Méxiko (Mexiko)
11. Jan Balicki – 18. 8. – Błonie Park, Krakov (Polsko)
12. Jan Beyzym – 18. 8. – Błonie Park, Krakov (Polsko)
13. Zygmunt Szczęsny Feliński – 18. 8. – Błonie Park, Krakov (Polsko)
14. Sancja Szymkowiak – 18. 8. – Błonie Park, Krakov (Polsko)
15. Marie de la Passion de Chappotin – 20. 10. – Svatopetrské náměstí (Vatikán)
16. Marcantonio Durando – 20. 10. – Svatopetrské náměstí (Vatikán)
17. Andrea Giacinto Longhin – 20. 10. – Svatopetrské náměstí (Vatikán)
18. Liduina Meneguzzi – 20. 10. – Svatopetrské náměstí (Vatikán)
19. Daudi Okelo – 20. 10. – Svatopetrské náměstí (Vatikán)
20. Jildo Irwa – 20. 10. – Svatopetrské náměstí (Vatikán)

### Svatořečení
1. Alonso de Orozco – 19. 5. – Svatopetrské náměstí (Vatikán)
2. Ignazio da Santhià – 19. 5. – Svatopetrské náměstí (Vatikán)
3. Umile da Bisignano – 19. 5. – Svatopetrské náměstí (Vatikán)
4. Paulina do Coração Agonizante de Jesus – 19. 5. – Svatopetrské náměstí (Vatikán)
5. Benedetta Cambiagio Frassinello – 19. 5. – Svatopetrské náměstí (Vatikán)
6. Pio z Pietrelciny – 16. 6. – Svatopetrské náměstí (Vatikán)
7. Pedro de Betancur – 30. 7. – Hipodrom, Ciudad de Guatemala (Guatemala)
8. Juan Diego Cuauhtlatoatzin – 31. 7. – bazilika Panny Marie Guadalupské, Ciudad de Méxiko (Mexiko)
9. Josemaría Escrivá de Balaguer – 6. 10. – Svatopetrské náměstí (Vatikán)

## 2003

### Prohlášení za ctihodné
1. Anna Lapini – 12. 4.
2. María Ascensión Nicol Goñi – 12. 4.
3. Basile Moreau – 12. 4.
4. Karel Rakouský – 12. 4.
5. Filippo Bardellini – 12. 4.
6. Eustachius van Lieshout – 12. 4.
7. Luigi Boccardo – 12. 4.
8. Luigi Bordino – 12. 4.
9. Mosè Tovini – 12. 4.
10. Clemens August von Galen – 7. 7.
11. Maria Maddalena Starace – 7. 7.
12. Eurosia Fabris Barban – 7. 7.
13. Pierre Vigne – 7. 7.
14. Benigno Calvi – 20. 12.
15. Luigi Biraghi – 20. 12.
16. Luigi Monza – 20. 12.
17. Maria Teresa Scrilli – 20. 12.
18. Maria Nazarena Majone – 20. 12.
19. Rita Amada Lopes de Almeida – 20. 12.

### Blahořečení
1. László Batthyány-Strattmann – 23. 3. – Svatopetrské náměstí (Vatikán)
2. Maria Josefa Karolina Brader – 23. 3. – Svatopetrské náměstí (Vatikán)
3. Pierre Bonhomme – 23. 3. – Svatopetrské náměstí (Vatikán)
4. Juana María Condesa Lluch – 23. 3. – Svatopetrské náměstí (Vatikán)
5. María Dolores Rodríguez Sopeña – 23. 3. – Svatopetrské náměstí (Vatikán)
6. Giacomo Alberione – 27. 4. – Svatopetrské náměstí (Vatikán)
7. Marek z Aviana – 27. 4. – Svatopetrské náměstí (Vatikán)
8. Maria Cristina Brando – 27. 4. – Svatopetrské náměstí (Vatikán)
9. Maria Domenica Mantovani – 27. 4. – Svatopetrské náměstí (Vatikán)
10. Eugenia Ravasco – 27. 4. – Svatopetrské náměstí (Vatikán)
11. Giulia Salzano – 27. 4. – Svatopetrské náměstí (Vatikán)
12. Marija Petković – 6. 6. – Dubrovník (Chorvatsko)
13. Ivan Merz – 22. 6. – Banja Luka (Bosna a Hercegovina)
14. Vasiľ Hopko – 14. 9. – Petržalské náměstí, Bratislava (Slovensko)
15. Zdenka Cecília Schelingová – 14. 9. – Petržalské náměstí, Bratislava (Slovensko)
16. Terezie z Kalkaty – 19. 10. – Svatopetrské náměstí (Vatikán)
17. Luigi Maria Monti – 9. 11. – Svatopetrské náměstí (Vatikán)
18. Valentin Paquay – 9. 11. – Svatopetrské náměstí (Vatikán)
19. Juan Nepomuceno Zegrí Moreno – 9. 11. – Svatopetrské náměstí (Vatikán)
20. Bonifacia Rodríguez Castro – 9. 11. – Svatopetrské náměstí (Vatikán)
21. Rosalie Rendu – 9. 11. – Svatopetrské náměstí (Vatikán)

### Svatořečení
1. Pedro Poveda Castroverde – 4. 5. – Plaza de Colón, Madrid (Španělsko)
2. José María Rubio y Peralta – 4. 5. – Plaza de Colón, Madrid (Španělsko)
3. Genoveva Torres Morales – 4. 5. – Plaza de Colón, Madrid (Španělsko)
4. Ángela od Kříže – 4. 5. – Plaza de Colón, Madrid (Španělsko)
5. Maravillas de Jesús – 4. 5. – Plaza de Colón, Madrid (Španělsko)
6. Józef Sebastian Pelczar – 18. 5. – Svatopetrské náměstí (Vatikán)
7. Urszula Ledóchowska – 18. 5. – Svatopetrské náměstí (Vatikán)
8. Maria De Mattias – 18. 5. – Svatopetrské náměstí (Vatikán)
9. Virginia Centurione Bracelli – 18. 5. – Svatopetrské náměstí (Vatikán)
10. Daniele Comboni – 5. 10. – Svatopetrské náměstí (Vatikán)
11. Arnold Janssen – 5. 10. – Svatopetrské náměstí (Vatikán)
12. Josef Freinademetz – 5. 10. – Svatopetrské náměstí (Vatikán)

## 2004

### Prohlášení za ctihodné
1. Candelaria Paz-Castillo Ramírez – 19. 4.
2. Felice Prinetti – 19. 4.
3. Francesco Maria Greco – 19. 4.
4. José Gabriel del Rosario Brochero – 19. 4.
5. Maria Grazia Tarallo – 19. 4.
6. Marianne Cope – 19. 4.
7. María del Pilar Cimadevilla López-Dóriga – 19. 4.
8. Silvio Gallotti – 19. 4.
9. Teresa Guasch Toda – 19. 4.
10. Alfonsa Clerici – 28. 6.
11. Julia Navarrete Guerrero – 28. 6.
12. María Crescencia Pérez – 28. 6.
13. Pere Tarrés Claret – 28. 6.
14. Augustine Thevarparampil – 28. 6.
15. Vittoria Gisella Gregoris – 28. 6.
16. Boļeslavs Sloskāns – 20. 12.
17. Ignacy Kłopotowski – 20. 12.
18. Luigi Maria Olivares – 20. 12.
19. Maria Luiza Merkert – 20. 12.
20. Mariano de la Mata Aparício – 20. 12.
21. Marta Wiecka – 20. 12.
22. Michał Sopoćko – 20. 12.
23. Róża Kolumba Białecka – 20. 12.
24. Titus Maria Horten – 20. 12.
25. Virgilio Angioni – 20. 12.

### Blahořečení
1. Maria Barba – 21. 3. – Svatopetrské náměstí (Vatikán)
2. Tomasa Ortiz Real – 21. 3. – Svatopetrské náměstí (Vatikán)
3. Matilde Téllez Robles – 21. 3. – Svatopetrské náměstí (Vatikán)
4. Luigi Talamoni – 21. 3. – Svatopetrské náměstí (Vatikán)
5. August Czartoryski – 25. 4. – Svatopetrské náměstí (Vatikán)
6. Alexandrina Maria da Costa – 25. 4. – Svatopetrské náměstí (Vatikán)
7. María Guadalupe García Zavala – 25. 4. – Svatopetrské náměstí (Vatikán)
8. Laura Montoya Upegui – 25. 4. – Svatopetrské náměstí (Vatikán)
9. Eusebia Palomino Yenes – 25. 4. – Svatopetrské náměstí (Vatikán)
10. Nemesia Valle – 25. 4. – Svatopetrské náměstí (Vatikán)
11. Pere Tarrés Claret – 5. 9. – Loreto (Itálie)
12. Alberto Marvelli – 5. 9. – Loreto (Itálie)
13. Giuseppina Suriano – 5. 9. – Loreto (Itálie)
14. Marie-Joseph Cassant – 3. 10. – Svatopetrské náměstí (Vatikán)
15. Maria Ludovica De Angelis – 3. 10. – Svatopetrské náměstí (Vatikán)
16. Karel Rakouský – 3. 10. – Svatopetrské náměstí (Vatikán)
17. Pierre Vigne – 3. 10. – Svatopetrské náměstí (Vatikán)
18. Anna Katharina Emmerich – 3. 10. – Svatopetrské náměstí (Vatikán)

### Svatořečení
1. Luigi Orione – 16. 5. – Svatopetrské náměstí (Vatikán)
2. Annibale Maria Di Francia – 16. 5. – Svatopetrské náměstí (Vatikán)
3. José Manyanet y Vives – 16. 5. – Svatopetrské náměstí (Vatikán)
4. Nimatullah Kassab – 16. 5. – Svatopetrské náměstí (Vatikán)
5. Paola Elisabetta Cerioli – 16. 5. – Svatopetrské náměstí (Vatikán)
6. Gianna Beretta Molla – 16. 5. – Svatopetrské náměstí (Vatikán)